# Sulęcin
Sulęcin (in tedesco Zielenzig) è un comune urbano-rurale polacco del distretto di Sulęcin, nel voivodato di Lubusz.
Ricopre una superficie di 319,72 km² e nel 2004 contava 16 288 abitanti.
Qua nacque l'attore, regista e produttore Ulli Lommel.